# Niwai
Niwai (o Newai) è una suddivisione dell'India, classificata come municipality, di 31.355 abitanti, situata nel distretto di Tonk, nello stato federato del Rajasthan. In base al numero di abitanti la città rientra nella classe III (da 20.000 a 49.999 persone).

## Geografia fisica
La città è situata a 26° 22' 57 N e 75° 55' 26 E.

## Società

### Evoluzione demografica
Al censimento del 2001 la popolazione di Niwai assommava a 31.355 persone, delle quali 16.509 maschi e 14.846 femmine. I bambini di età inferiore o uguale ai sei anni assommavano a 5.003, dei quali 2.602 maschi e 2.401 femmine. Infine, coloro che erano in grado di saper almeno leggere e scrivere erano 19.911, dei quali 12.266 maschi e 7.645 femmine.